# Santa Ana Hueytlalpan
Santa Ana Hueytlalpan är en ort i Mexiko.   Den ligger i kommunen Tulancingo de Bravo och delstaten Hidalgo, i den sydöstra delen av landet, 120 km nordost om huvudstaden Mexico City. Santa Ana Hueytlalpan ligger 2 161 meter över havet och antalet invånare är 5 715.
Terrängen runt Santa Ana Hueytlalpan är platt åt nordväst, men åt sydost är den kuperad. Runt Santa Ana Hueytlalpan är det tätbefolkat, med 530 invånare per kvadratkilometer. Närmaste större samhälle är Tulancingo, 11,4 km sydväst om Santa Ana Hueytlalpan. Omgivningarna runt Santa Ana Hueytlalpan är en mosaik av jordbruksmark och naturlig växtlighet.